# Schwere SS-Panzer-Abteilung 104
De Schwere SS-Panzer-Abteilung 104 was gepland als zelfstandig opererend Duits tankbataljon in de Tweede Wereldoorlog. Het bataljon was bedoeld als zware tankbataljon voor het IV SS Pantserkorps. De opdracht voor de oprichting werd gegeven op 22 oktober 1943. Al snel was duidelijk dat de daadwerkelijke oprichting niet eerder dan 1 april 1944 zou worden. Dit plan werd gestaakt en het oprichtingsbevel ingetrokken. De vermelding in het Feldpostübersicht (FpU) werd in mei 1944 doorgehaald. 